# ジン (アイドル)
ジン(Ying、1992年5月8日 - )は、タイのアイドル。現在、女優としてテレビを中心に活躍している。

## 経歴
2007年10月に開催されたMiss Teen Thailand 2007にて、史上最年少の15歳と5ヶ月でグランプリを獲得。同時期にMiss sweet Eyeのグランプリも獲得。親しみやすいキャラクターで、テレビや映画で活躍中。2009年に歌手としてもデビューした。

## 出演作品
映画
- Jao mae lay pae（ジャオメーライペー、2009年） 主演

テレビドラマ
- Plen lap kharm pop（プレーンラップカームポップ、2009年） 助演
- Nitan ta lu mi ti（ニッタンタルミティ、2009年） 主演
- Wan jai yai tang dao（ワンチャイヤイタンダオ、2009年） 主演

CM
- Johnson & Johnson all day pink（2007年 - 2008年）

その他
- タイの環境保護活動「Safe world Safe Life」のメインプレゼンター（2008年 - ）